# 零重力研究设施
零重力研究设施（英語：Zero Gravity Research Facility），是美国国家航空航天局（NASA）研究无重力或者微重力的最基础设施，这是世界上最大的零重力研究设施，它可以为研究人员提供5.18秒的失重环境。
零重力设施位于俄亥俄州布鲁克公园城的美国国家航空航天局（NASA）的两座落地塔之一内。这个设施建于20世纪60年代的太空竞赛时期，并且从1966年一直运行至今。这一设施可以为研究人员提供长达5.18秒的微重力环境（微重力是相对接近失重状态的环境）。整个实验过程（自由落体）发生在一个长达142米的钢制真空腔室内，该腔室直径为6.1米，位于8.7米直径的混凝土衬砌竖井内，该竖井延伸到地面以下155米。并且使用5级真空泵将腔室内的压力降低到0.05托（760托=标准大气压）的压力。在真空环境下可将自由下落的实验物体的空气动力学阻力降低至0.00001g以下。

## 外部連結
- 虚拟实地参观 （页面存档备份，存于）